# Prime Cup Aberto de São Paulo 2011
Prime Cup Aberto de São Paulo 2011 là 1 giải tennis chơi trên mặt sân cứng. Đây là lần thứ 11 giải này được tổ chức và nằm trong hệ thống ATP Challenger Tour 2011. Giải đấu được tổ chức ở São Paulo, Brasil trong khoảng thời gian từ 3 đến 9 tháng 1 năm 2011.

## Các tay vợt nội dung đơn nam

### Hạt giống
| Quốc gia | Tay vợt                | Xếp hạng1 | Hạt giống |
| -------- | ---------------------- | --------- | --------- |
| BRA      | Ricardo Mello          | 76        | 1         |
| ARG      | Horacio Zeballos       | 110       | 2         |
| BRA      | João Souza             | 111       | 3         |
| ARG      | Máximo González        | 141       | 4         |
| BRA      | Thiago Alves           | 150       | 5         |
| BRA      | Rogério Dutra da Silva | 158       | 6         |
| ARG      | Federico del Bonis     | 160       | 7         |
| CHI      | Paul Capdeville        | 165       | 8         |

- Xếp hạng tính tới ngày 27 tháng 12 năm 2010.

### Các tay vợt khác
Các tay vợt nhận được wildcards để thi đấu vòng đấu chính:
- Daniel Dutra da Silva
- Christian Lindell
- Tiago Lopes
- Fernando Romboli

Các tay vợt vượt qua vòng loại:
- Rafael Camilo
- Henrique Cunha
- Gastão Elias
- André Ghem

## Vô địch

### Đơn nam
Ricardo Mello def.  Rafael Camilo, 6–2, 6–1

### Đôi nam
Franco Ferreiro /  André Sá def.  Santiago González /  Horacio Zeballos, 7–5, 7–6(12)

## Liên kết khác
- Official Website Lưu trữ ngày 10 tháng 2 năm 2010 tại Wayback Machine
- ITF Search Lưu trữ ngày 12 tháng 2 năm 2010 tại Wayback Machine
- ATP official site

Bản mẫu:2011 ATP Challenger Tour